# Комсомолец Заполярья (газета)
«Комсомолец Заполярья» » (позднее «Ведомости КЗ») — мурманская газета.

## История

Мемориальная доска сотруднику газеты А. Подстаницкому.

Первый номер выпущен 1 января 1939 года. С началом Великой Отечественной войны выпуск прекращён. Газета вновь появляется 1 марта 1957 года как печатный орган Мурманского областного комитета комсомола.
В 1962 году после скандала на областной комсомольской конференции сменился главный редактор Станислав Панкратов, а также заменен практически весь коллектив редакции.
В 1987 году тираж газеты составил рекордные 75 000 экземпляров.
23 ноября 1990 года газета постановлением IV пленума Мурманского областного комитета комсомола газета ликвидирована как орган обкома. В декабре 1990 года «Комсомолец Заполярья» возобновил выпуск как молодёжная общественно-политическая газета; среди учредителей заявлен Российский союз молодёжи.
В 1994—1995 году произошёл раскол в трудовом коллективе, на должность главного редактора претендовал К. Н. Соловьёв.
В 1997 году «Комсомолец Заполярья» прекратил выпуск.
Документы редакции частично сохранились в архивах.

## Редакторы газеты
- А. М. Брагин
- Евгений Борисович Бройдо
- Станислав Панкратов
- Зоя Быстрова
- Муза Иванова
- Михал Васильевич Зинов
- Лев Цветков
- Юрий Михайлов
- Николай Бакшевников
- Евгений Попов
- Дмитрий А. Тараканов
- Валерий Василевский
- Евгений Рукман
- М. В. Сивер